# مايرون بيل
مايرون بيل (بالإنجليزية: Myron Bell)‏ هو لاعب كرة قدم أمريكية أمريكي، ولد في 15 سبتمبر 1971 في توليدو في الولايات المتحدة.

## وصلات خارجية
- مايرون بيل على موقع مرجع كرة القدم المحترفة.كوم (الإنجليزية)